# Johann Stamitz
Johann Stamitz, ursprungligen Jan Václav Antonín Stamic, född 19 juni 1717 i Deutschbrod i Böhmen, död 27 mars 1757 i Mannheim i Pfalz, var en tjeckisk violinist och kompositör.

## Biografi
Johann Stamitz var far till kompositörerna Anton Stamitz och Carl Stamitz. Hans musik speglar övergången från barockmusiken till wienklassicismen. Stamitz tillbringade ett år på universitetet i Prag innan han bestämde sig för att satsa på en karriär som violinvirtuos. Hans förehavanden från det han lämnade universitetet 1735 tills han blev anställd vid hovet i Mannheim 1741 eller 1742 är inte kända. I januari 1742 uppträdde han vid hovet under festligheterna då kurfursten Karl Theodor av Bayern gifte sig med Elisabet Augusta av Sulzbach. Sommaren 1754 åkte Stamitz på en årslång resa till Paris, förmodligen på inbjudan av den musikaliske beskyddaren Alexandre Le Riche de la Poupelinière som han bodde hos. Hans första framträdande skedde på en Concert spirituel den 8 september 1754. Stamitz succé var så pass stor att han kunde låta trycka sina Orkester Trios, Op.1. Stamitz återvände förmodligen till Mannheim hösten 1755 där han dog mindre än två år senare 39 år gammal. Johann Stamitz räknas som grundare av Mannheimskolan.

## Utmärkelser
Asteroiden 7623 Stamitz är uppkallad efter honom.

## Verk (Urval)
- Konsert i B-dur för klarinett, stråkorkester och två horn ad lib
- Konsert i D-dur för trumpet och orkester
- Konsert i C-dur för oboe, stråkar och basso contiuno
- Konsert i C-dur för flöjt, stråkar och cembalo
- Konsert i D-dur för flöjt och orkester
- Konsert i G-dur för flöjt och stråkar
- Konsert i C-dur för violin och orkester
- 58 Symfonier
- 6 Orkester Trios, Op.1
- 6 Sonater för violin och cembalo
- 6 Sonater för violin och bas
- 6 Trios för två violiner och bas
- Missa Solemnis för soli, kör och orkester
- Litaniae Lauretanae för soli, kör och orkester